# 越北原矛头蝮
越北原矛头蝮（学名：Protobothrops trungkhanhensis），一种分布于越南北部的毒蛇，隶属于蝰科原矛头蝮属，模式产地为越南高平省重庆县重庆自然保护区。其种加词“'trungkhanhensis”意为“越南重庆县的”。

## 形态特征
越北原矛头蝮背部和头部呈浅灰棕色，体背和尾部具有76～84条深棕色斑，腹部呈深灰色，近尾处黑色。

## 保护
本种于2023年被收录入《有重要生态、科学、社会价值的陆生野生动物名录》。